# Tornado de El Reno-Piedmont de 2011
O tornado El Reno–Piedmont de 2011 foi um tornado EF5 de longo curso e mortal que atingiu o centro de Oklahoma na noite de 24 de maio de 2011. O tornado impactou áreas próximas ou dentro das comunidades de El Reno, Piedmont e Guthrie, matando nove e ferindo 181. Depois de produzir danos incríveis em vários locais ao longo de um caminho de mais de 60 mi (96,6 km), o tornado El Reno–Piedmont recebeu uma classificação de EF5, a categoria mais alta na Escala Fujita Melhorada, além de ser o tornado com a classificação mais alta na escala desde sua implementação em 2007, com ventos de pico estimados >210 mph (337 km/h). Foi também o primeiro tornado classificado como EF5 ou F5 a atingir Oklahoma desde o tornado Bridge Creek–Moore de 1999. Um radar móvel descobriu que o tornado possuía velocidades de vento possíveis de até 295 mph (475 km/h).
2011 foi um ano prolífico para tornados e fatalidades associadas a tornados, com múltiplos surtos destrutivos. O tornado de El Reno–Piedmont ocorreu durante um surto em Oklahoma e nas Grandes Planícies que produziu múltiplos tornados violentos perto da região metropolitana de Oklahoma City em 24 de maio, e foi ele próprio parte de uma sequência de surtos de tornados abrangendo 21 a 26 de maio. As tempestades de Oklahoma ocorreram apenas dois dias após um tornado EF5 devastador em Joplin, uma cidade no estado de Missouri em 22 de maio, que matou 158 pessoas e se tornou o tornado mais economicamente custoso da história dos Estados Unidos da América.
El Reno tem sido infamemente o local de outros tornados intensos. Em 31 de maio de 2013, um tornado ao sul da cidade se tornou o maior já registrado, com uma largura de 2,6 mi (8 km) e velocidades de vento indicadas por radar bem acima de 200 mph (322 km/h). O enorme tornado de vórtices múltiplos matou oito pessoas, incluindo três caçadores de tempestades, e recebeu uma classificação de danos de EF3. Em 2019, uma tornado breve surgiu de uma intensa linha de instabilidade que atingiu o sudeste de El Reno, matando duas pessoas e ferindo dezenas, recebendo novamente uma classificação de EF3.

## Sinopse Meteorológica

### Configuração
No início de 24 de maio, uma forte depressão de nível superior (uma região alongada de baixa pressão atmosférica no alto) avançou em direção às Grandes Planícies, saindo do sudoeste dos Estados Unidos e assumiu uma inclinação negativa, tornando-se orientada de noroeste para sudeste.
Ao mesmo tempo, o fluxo do sul trouxe umidade para o norte sobre o Texas e as Grandes Planícies do sul, permitindo que os pontos de orvalho no centro de Oklahoma atingissem 18–21 °C (64–70 °F). Essa umidade, com temperaturas na faixa de 80 °F (27 °C), permitiu ampla energia potencial convectiva disponível (ou CAPE, uma medida de instabilidade atmosférica); os valores atingiram 2500–4000 J/kg. As taxas de lapso dos níveis médios foram quase adiabáticamente secas.
No final da manhã, uma onda curta embutida na depressão principal de onda longa avançou mais rapidamente, empurrando a linha seca para o oeste de Oklahoma, onde encontrou a umidade já presente. O avanço da onda curta também trouxe forte cisalhamento do vento e valores de helicidade relativa à tempestade "incrivelmente altos" de mais de 500. A convergência de todos esses fatores prometia o desenvolvimento de intensas tempestades convectivas.

### Previsão
O Centro de Previsão de Tempestades do Serviço Meteorológico Nacional delineou uma área de alto risco para clima severo sobre o centro de Oklahoma em um mapa.
Este risco foi antecipado pelo Centro de Previsão de Tempestades (SPC) do Serviço Meteorológico Nacional (NWS) e seu escritório de previsão local em Norman, Oklahoma. As previsões do "Storm Prediction Center (SPC)" para clima severo culminaram em uma área de "alto risco" sendo delineada sobre as Grandes Planícies para 24 de maio. Emitida às 11h25 CDT, a previsão convectiva do Storm Prediction Center para o dia destacou o risco de tornado, que incluía o centro de Oklahoma dentro de uma grande região com 45% de chance de um tornado tocar o solo em um raio de 25 milhas (40 km) de qualquer ponto, e 10% ou mais de chance de um tornado significativo (EF2+) dentro do mesmo raio de 25 milhas (40 km).
...UM INTENSO SURTO DE TORNADOS E TEMPESTADES GRAVES E GENERALIZADAS É ESPERADO PARA HOJE MAIS TARDE SOBRE PARTES DE KS/OK/TX...
...COM TODAS AS CONDIÇÕES FAVORAM O POTENCIAL DE TORNADOS FORTES/VIOLENTOS DE LONGO PRAZO E GRANIZO MUITO GRANDE SOBRE PARTES DO NORTE DO TX... OK CENTRAL... E KS CENTRAL.
— NWS Storm Prediction Center (SPC), 24 de maio de 2011 1630 UTC Dia 1 Perspectiva Convectiva
Às 12:50 p.m. (12:50 da tarde), o Storm Prediction Center emitiu um alerta de tornado de Situação Particularmente Perigosa (PDS), para permanecer em vigor até as 10:00 p.m. (10:00 da tarde), para a maior parte do centro de Oklahoma, estendendo-se da fronteira do estado com Kansas até a área metropolitana de Oklahoma City e para o norte do Texas. O texto do alerta de tornado alertou novamente sobre o possível desenvolvimento de "tornados destrutivos... ...alguns dos quais poderiam ser de longo curso e fortes a violentos".

### Início
Tempestades começaram a se desenvolver antes das 14h em uma linha orientada norte-sul, logo a leste da linha seca, onde a inversão de cobertura era mais fraca, incluindo perto de Altus e Lawton no sudoeste de Oklahoma. As células de tempestades estreitamente espaçadas desenvolveram rapidamente características clássicas de supercélulas à medida que se moviam para nordeste. A tempestade que produziu o tornado El Reno-Piedmont EF5 formou-se aproximadamente 93 milhas (150 km) a oeste-sudoeste de Oklahoma City.